# Agostino di Canterbury
Agostino di Canterbury (Roma, 13 novembre 534 – Canterbury, 26 maggio 604) è stato un monaco e il primo arcivescovo di Canterbury. Venerato come santo da cattolici e anglicani, è conosciuto anche come l'Apostolo d'Inghilterra.
Fu infatti inviato presso il re (Bretwalda) Ethelbert del Kent, in Inghilterra, da papa Gregorio I nel 597. Fu accompagnato da san Lorenzo, secondo arcivescovo di Canterbury.

## Biografia
Dopo l'invasione dei Sassoni (V-VI secolo), in Britannia si era diffuso il paganesimo e l'idolatria, in precedenza soppiantati dal cristianesimo portato da personalità come San Patrizio e Columba di Iona. La situazione vide un'inversione di tendenza quando il re del Kent Etelberto, sposò Berta, figlia del cristiano Cariberto I, re di Parigi. Ella, portando con sé il cappellano Liudhard, eresse una chiesa a Canterbury (forse ne restaurò una già esistente), dedicandola a san Martino di Tours, patrono della sua famiglia (i Merovingi). Etelberto era pagano, ma si dimostrò molto tollerante e permise alla moglie di adorare il proprio Dio. Berta poté così organizzare una piccola comunità con tanto di sacerdoti.
Etelberto, interessato al nuovo culto, chiese a papa Gregorio I di inviare dei missionari. Gregorio affidò il compito a un gruppo di 40 monaci del monastero romano di Sant'Andrea sul Celio, di cui Agostino era priore. Partito nel 597, Agostino raggiunse la Provenza ma, spaventato dai racconti che facevano dei Sassoni un popolo crudele e intollerante, tornò a Roma, rinunciando all'incarico. Il pontefice riuscì però a rincuorarlo e alla fine Agostino raggiunse l'isola di Thanet, accolto dal re in persona. Egli lo accompagnò a Canterbury e qui il monaco fu messo a capo della comunità. In breve tempo, lo stesso sovrano e migliaia di sudditi (secondo la tradizione, circa 10.000) chiesero il battesimo. Agostino rimaneva nel frattempo in contatto con il papa, elencando i successi conseguiti e chiedendo consigli.
Nel 601 Mellito, Giusto e altri portarono, assieme alle risposte del papa, dei libri, alcune reliquie ma soprattutto il pallium simbolo del potere arcivescovile. Da questo momento Agostino divenne primate d'Inghilterra. Gregorio I indicò al nuovo arcivescovo di ordinare quanto prima dodici nuovi vescovi ausiliari e di inviare un vescovo a York. Nel 604 Agostino consacrò Mellito vescovo di Londra e Giusto vescovo di Rochester.
Seguendo le disposizioni del papa in materia di luoghi di culto, Agostino riconsacrò e ricostruì una vecchia chiesa a Canterbury che divenne cattedrale e fondò un monastero. La Scuola reale di Canterbury attribuisce ad Agostino la propria fondazione, il che ne farebbe la scuola più antica del mondo, anche se le prime fonti documentarie risalgono al XVI secolo.
Agostino cercò, ma invano, di riunire le comunità evangelizzate dai monaci irlandesi alle nuove, direttamente dipendenti da Roma, ma solo dopo il sinodo di Whitby del 664 la Chiesa celtica rinuncerà alle sue tradizioni. L'opera risultò in effetti molto difficoltosa e vide numerosi insuccessi. L'attività del santo fu tuttavia importante perché alla base dell'evangelizzazione della Gran Bretagna.
Morì il 26 maggio del 604 e fu sepolto a Canterbury, nella chiesa dell'abbazia dedicata ai santi Pietro e Paolo (oggi abbazia di Sant'Agostino). Viene festeggiato il 27 maggio.

## Genealogia episcopale e successione apostolica
La genealogia episcopale è:
- Arcivescovo Virgilio di Arles
- Arcivescovo Agostino di Canterbury

La successione apostolica è:
- Arcivescovo Giusto di Canterbury (604)
- Arcivescovo Mellito di Canterbury (604)
- Arcivescovo Lorenzo di Canterbury (604)